# Ham (eina)

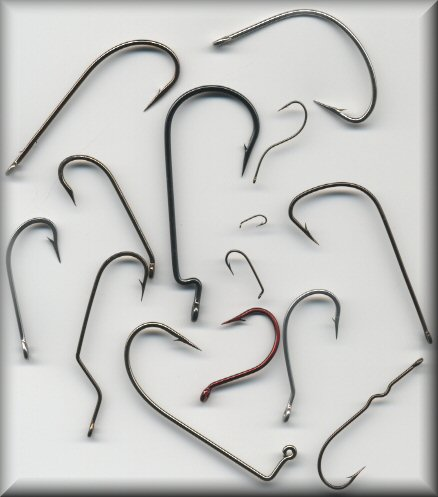
Diversos hams de pescar

L'ham és un instrument per a la pesca dels peixos ja sigui clavant-lo a la seva boca com, més rarament, punxant el cos del peix. Els hams han estat emprats durant segles pels pescadors per capturar peixos d'aigua dolça o salada. El 2005, l'ham de pescar va ser escollit per Forbes com una de les 20 eines principals en la història de la humanitat. Els hams normalment estan units a algun tipus de fil de pescar o a unes estructures per atraure l'animal coneguda com cimbell (els més coneguts es diuen cullereta i mosca) En el cas de la pesca amb palangre hi ha una gran quantitat d'hams inferits (units) a uns llargs cordills de pescar (que s'anomena baga). Hi ha gran varietat d'hams que s'adapten al propòsit i la intenció dels pescadors. Els hams estan dissenyats per suportar diversos tipus d'esquers naturals o artificials; que imiten les preses del peix que es vol pescar.
Els hams actuals estan fets ja sia d'acer amb alt contingut de carboni, acer amb aliatge amb vanadi o acer inoxidable depenent de l'aplicació.

## Història

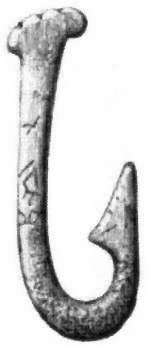
Ham de l'edat de pedra fet amb os d'animal

Exemples dels hams més antics es troben a Palestina de fa uns 9.000 anys. Els hams es feien de tots tipus de materials incloent-hi la fusta, productes animals i ossos humans, banya, closques, pedra, bronze i ferro. Els hams d'acer de qualitat van aparèixer a Europa al segle xvii i van passar a ser fets per professionals.

### Fabricació tradicional
La fabricació tradicional de diverses menes d'hams a Catalunya i València fou reconeguda i apreciada.
- Els catalans Sala, pare i fill, fundaren la primera fàbrica d'hams a Marsella.[7]

## Article monogràfic
El barceloní Antoni Sañez Reguart va tractar dels hams en la seva obra «Diccionario de los artes de la pesca nacional».

## Particularitats

### Potera
Les poteres són hams especials per a la pesca del calamar.

### Diablet
Un diablet o ham d'agulla petita és la denominació d'una mena d'hams petits a Catalunya i València.

### El cordill català en una novel·la de Hemingway
Una de les maneres més senzilles de pescar és amb un ham lligat amb un cordill.
En l'obra "El vell i el mar", Ernest Miller Hemingway parla del "...bon cordill català...". La cita elogia, de forma implícita, la indústria catalana dels corders i cordillers. També indica l'ús del cordill com a llinya a l'illa de Cuba.